# Старе місто (Стокгольм)

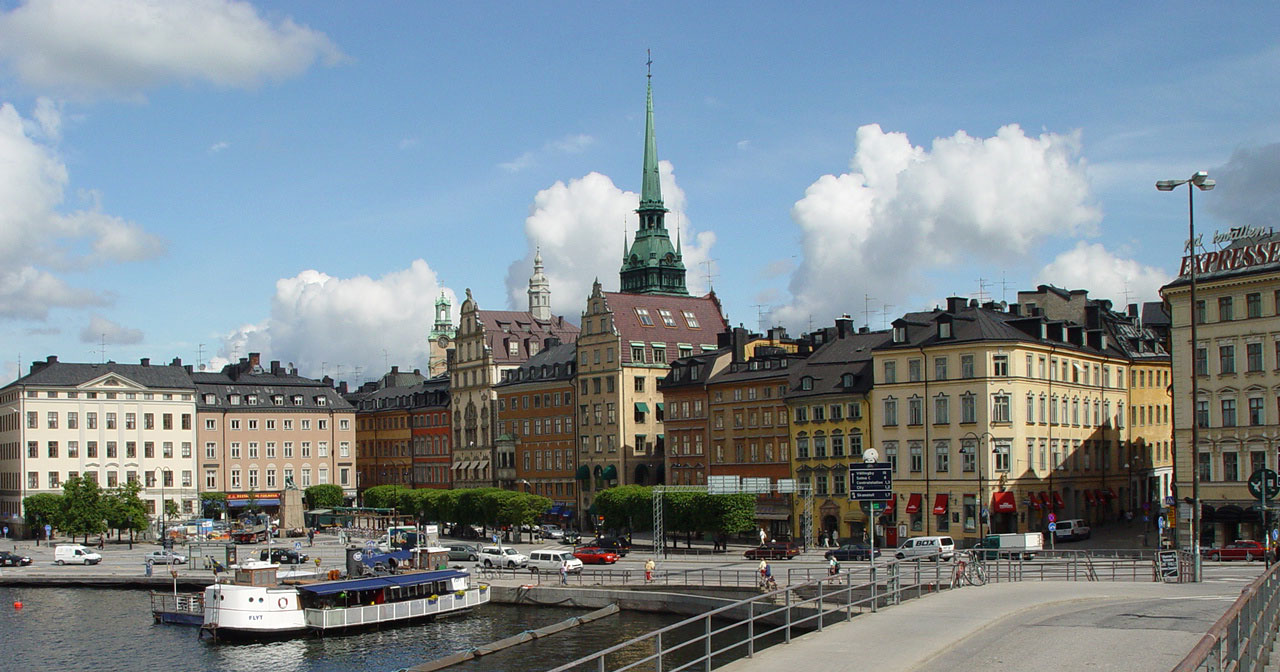
Вид на Старе місто з вежі Німецької церкви

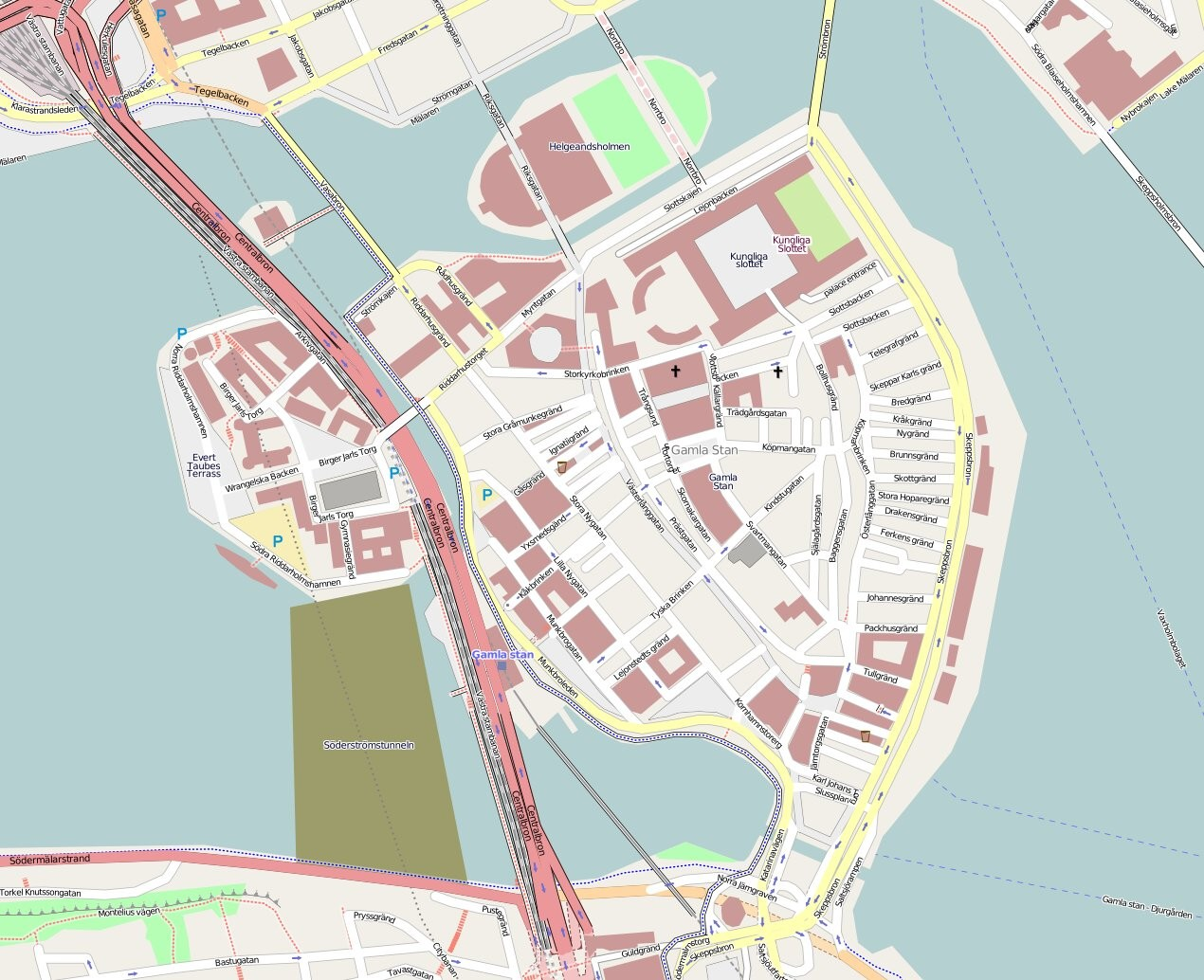

Старе місто (швед. Gamla stan; власне швед. gamla staden — старе місто) — історичний центр Стокгольма, розташований на острові Штадсгольмен. Адміністративно розташований в окрузі Седермальм. У старому місті розташований Стокгольмський замок, споруджений Нікодемусом Тессіном, а також Церква святого Миколая та Німецька церква.

## Історія
Сьогоднішнє Старе місто століттями було власне самим містом Стокгольмом. Натомість теперішні центральні райони міста Норрмальм, Седермальм та Остермальм у минулому були радше приміськими селами. Перші будинки у Старому місті датуються XIII століттям. Вони були споруджені під захистом замку, збудованого Біргером Ярлом для контролю за водним шляхом до озера Меларен. На центральній площі (Stortorget) було споруджено ратушу, поряд виникла перша церква, на місті якої зараз розташована Церква святого Миколая. Від центральної площі почали будувати вулиці, що вели до різних міських брам. Згідно з історичними документами, найстарішими вулицями є Köpmangatan (перша згадка 1323 року), Skomakargatan (1337) та Svartmangatan (1437).
У Середньовіччі було споруджено міський мур, що проходив на рівні сьогоднішніх вулиць Västerlånggatan та Österlånggatan. Уже в XIII столітті почалося розширення території під забудову. Так землею було засипано всі пляжі острова, а міський мур було пересунуто далі. Після нищівної пожежі 1625 року, яка зруйнувала насамперед південно західну частину міста, було проведено вирівнювання старих вулиць, тоді ж було закладено вулиці Stora Nygatan та Lilla Nygatan. На кінець XVII століття міський мур втратив своє оборонне значення й був поступово розібраний.
Перша забудова була дерев'яною, проте ще у часи пізнього Середньовіччя дерев'яні споруди поступово були витіснені кам'яними. Згодом фасади багатьох середньовічних будинків було перероблено на пишніші. У XVIII столітті у більшості будівель було змінено форму даху та проведено уніфікацію фасадів. У XIX столітті на торгових вулицях у більшості будинків було облаштовано репрезентативні вітрини. Чимало середньовічних споруд Старого міста збереглося до тепер. Усередині багатьох старих будинків можна побачити середньовічні підвальні склепіння, настінні малюнки переважно XVI століття, оздоблені дерев'яні балки під стелею, високохудожні інтер'єри в стилі рококо, а також оздоблення XIX століття.

## Транспорт
У Старе місто легко потрапити громадським транспортом, воно також відкрите для індивідуального транспорту. На станції «Старе місто» («Gamla stan») перетинаються зелена та червона лінії Стокгольмського метрополітену. Окрім того, Старе місто сполучене з іншими районами численними автобусними маршрутами. Для індивідуального транспорту відкриті мости Центральний (Centralbron), Міст Вази (Vasabron), Північний (Norrbro) та Strömbron. З району Седермальм до Старого міста можна добратися через пункт пересадки Слуссен (шлюзи).

## Галерея

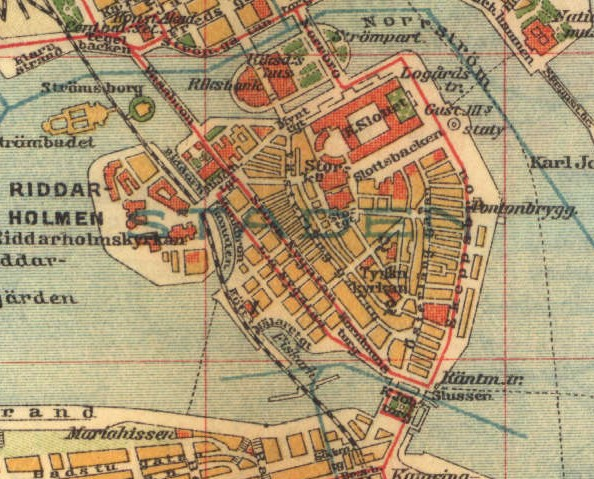
План Старого міста за 1910 рік
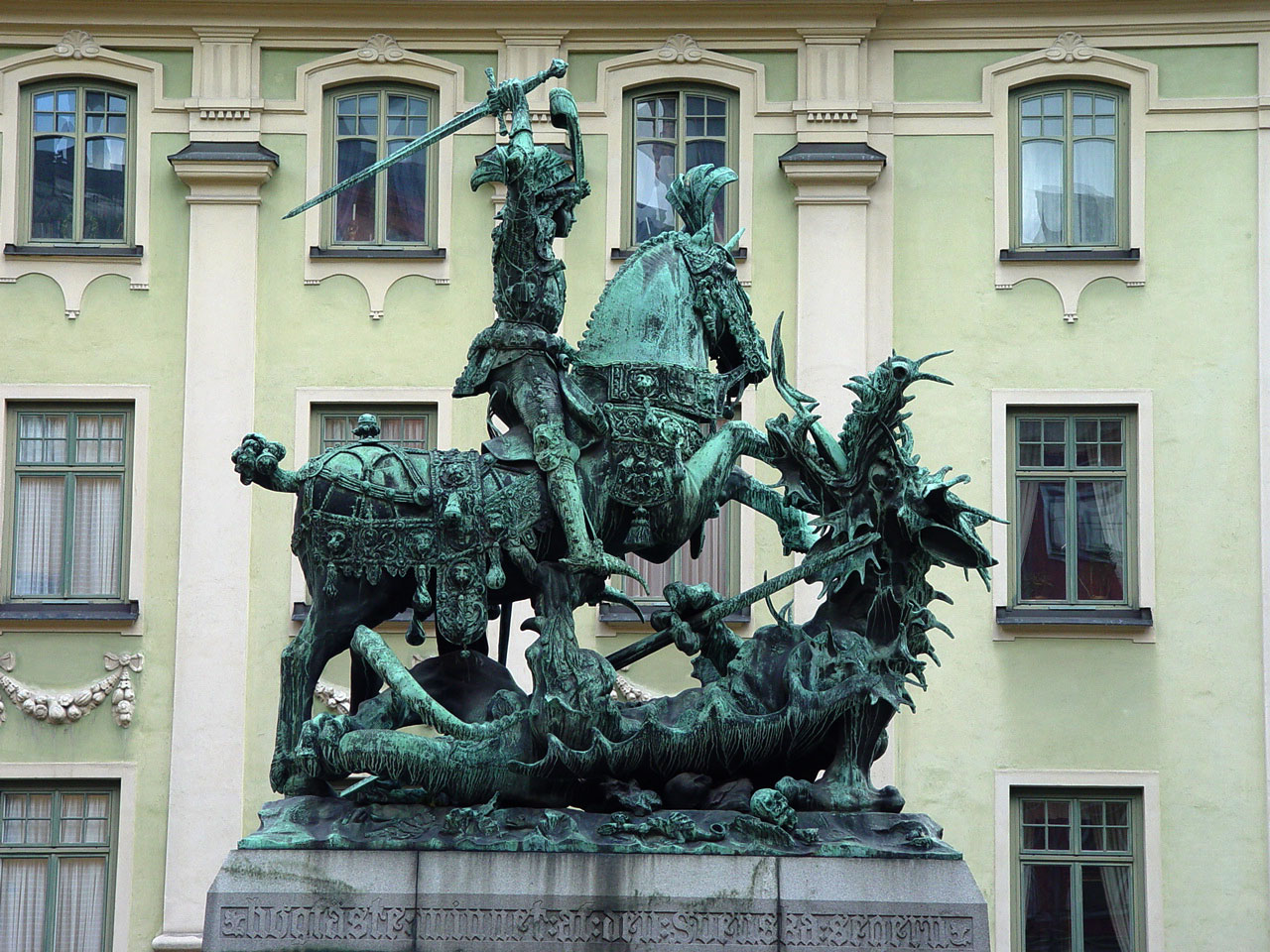
Святий Георгій з драконом (Бернт Нотке)
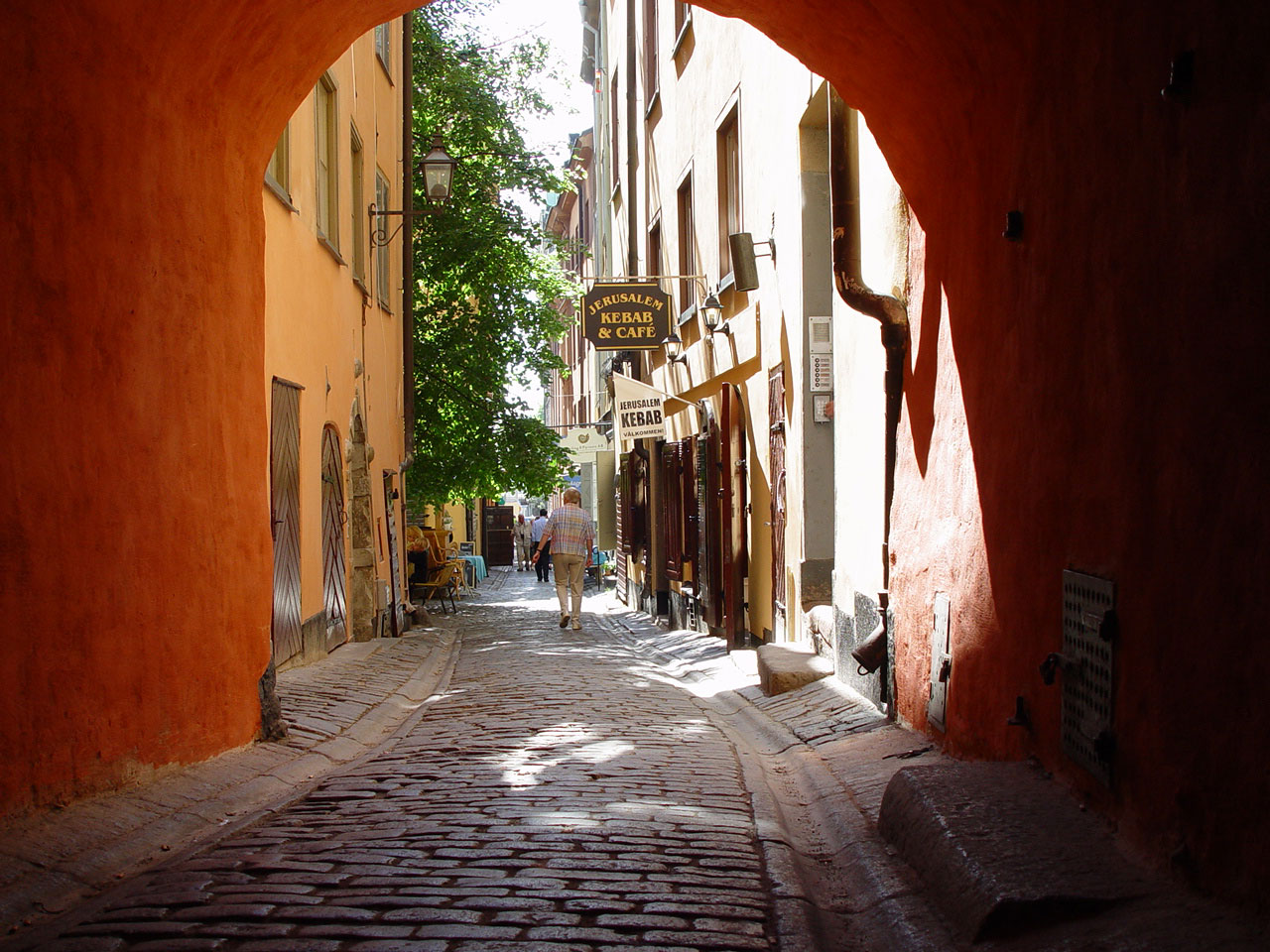
Вуличка Старого міста
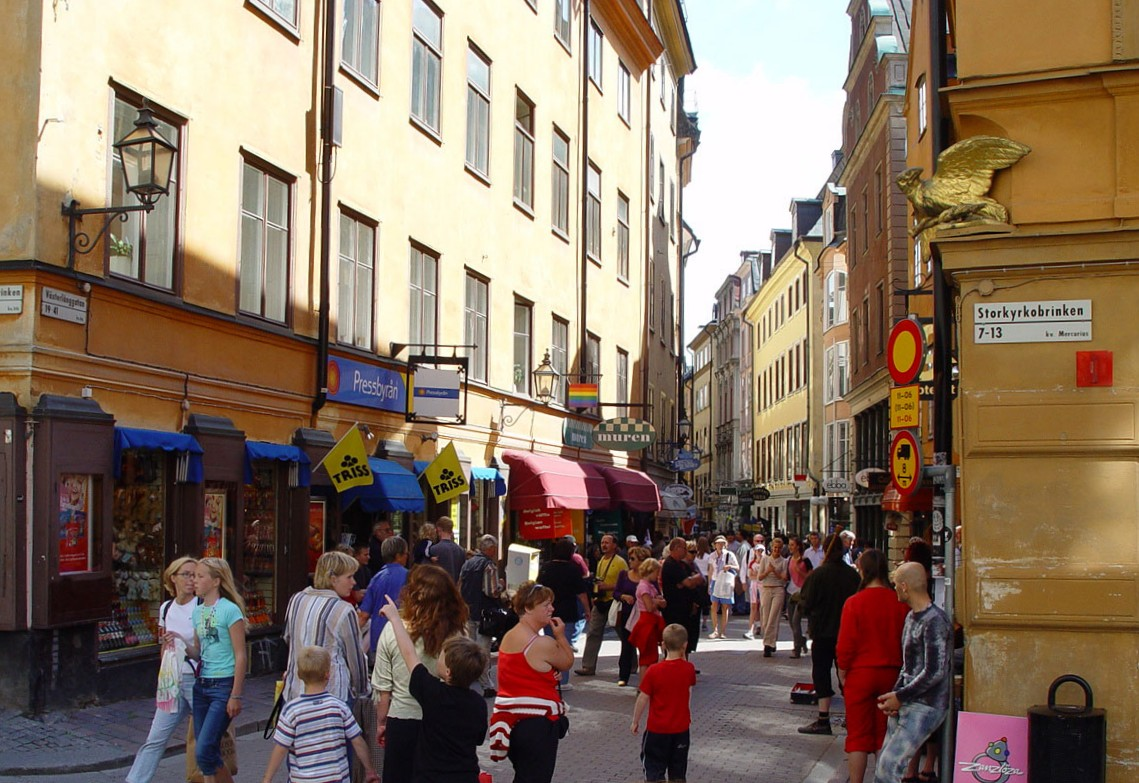
Вуличка Старого міста
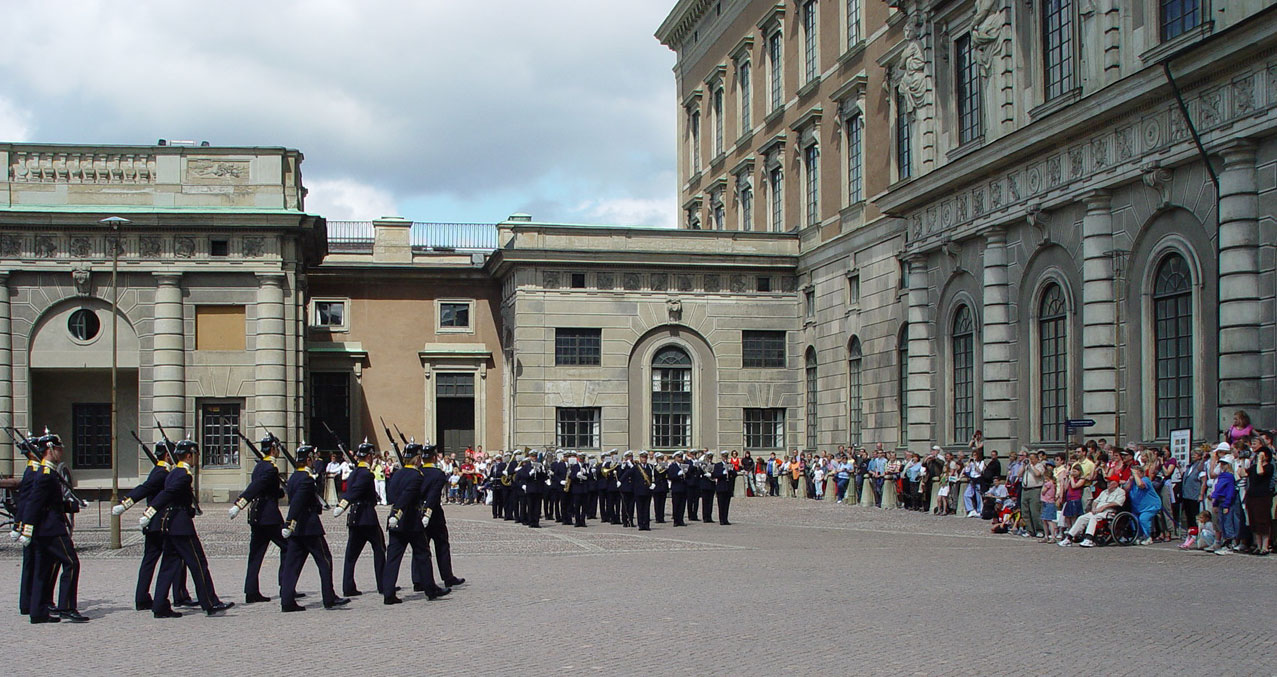
Зміна варти перед Стокгольмським замком
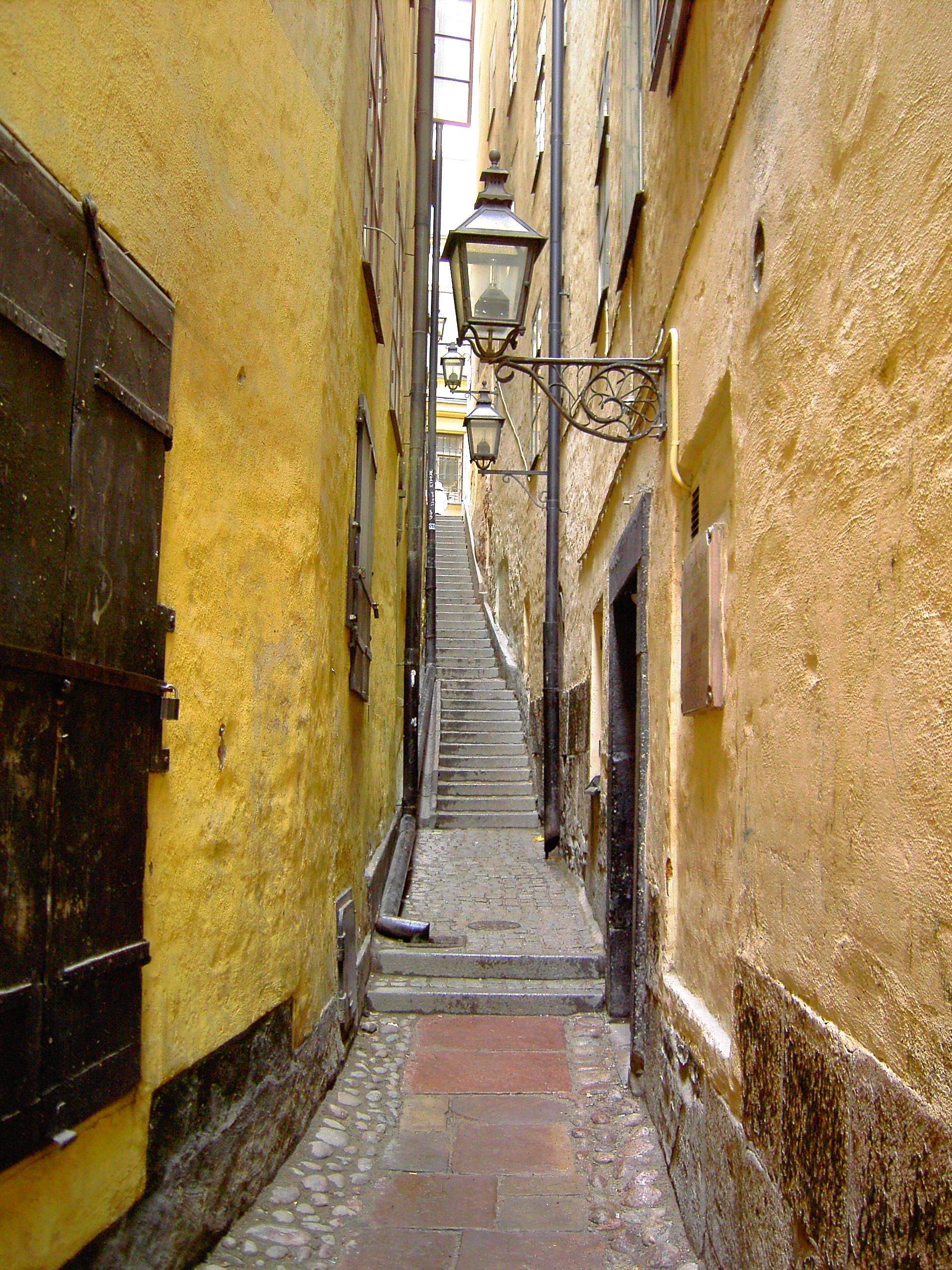
Вулиця Mårten Trotzigs Gränd
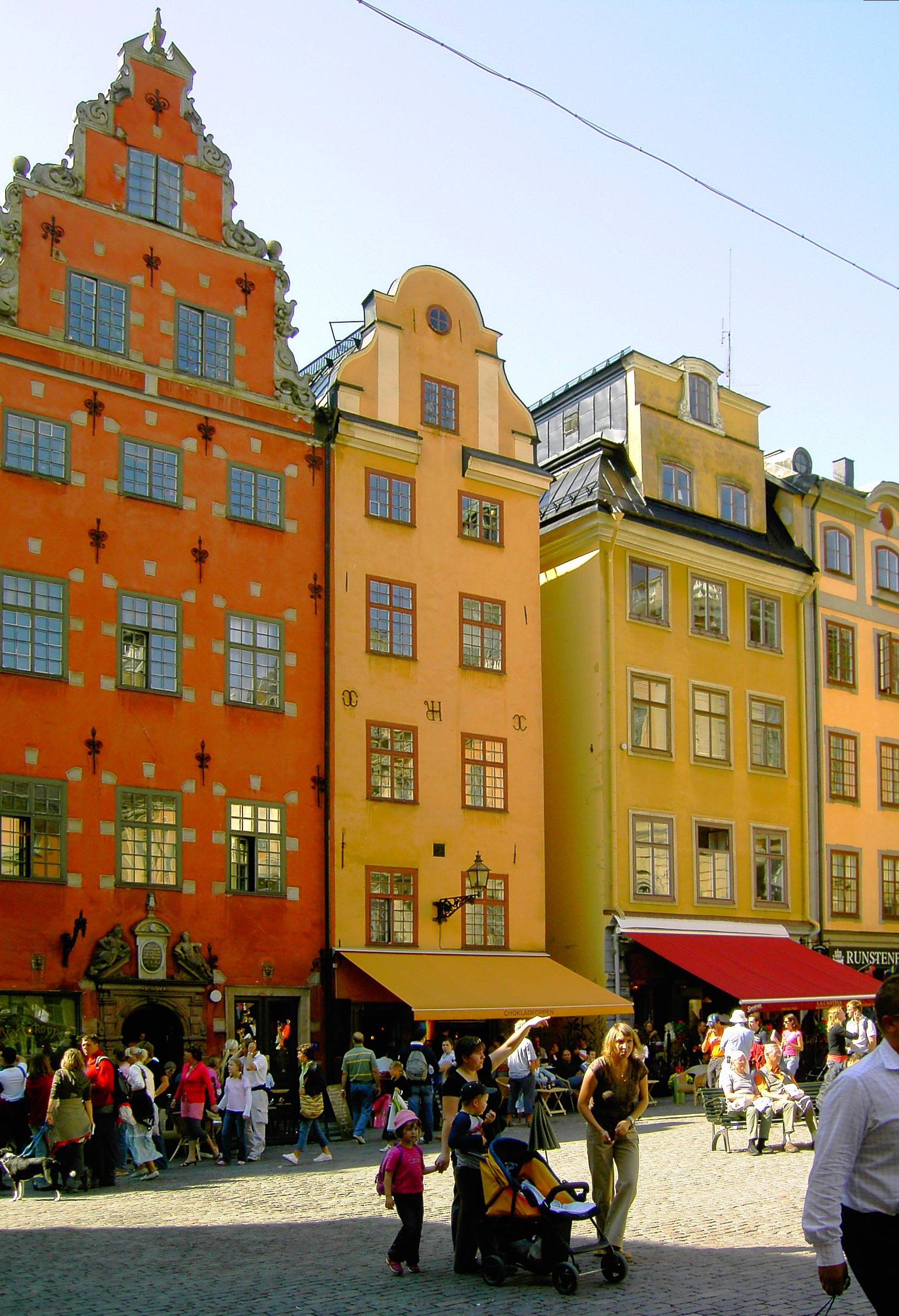
Площа Старий ринок (Stortorget)
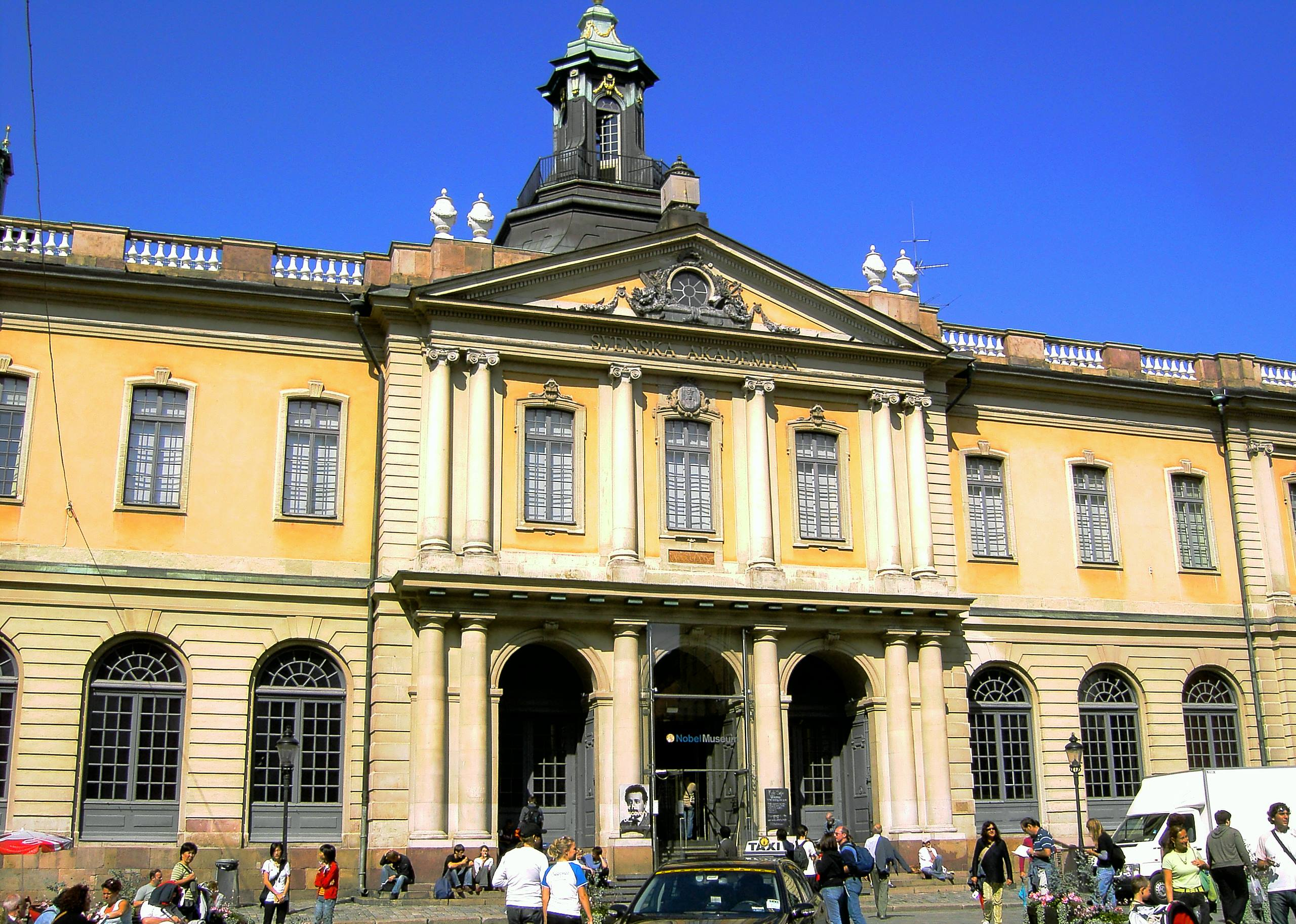
Шведська академія
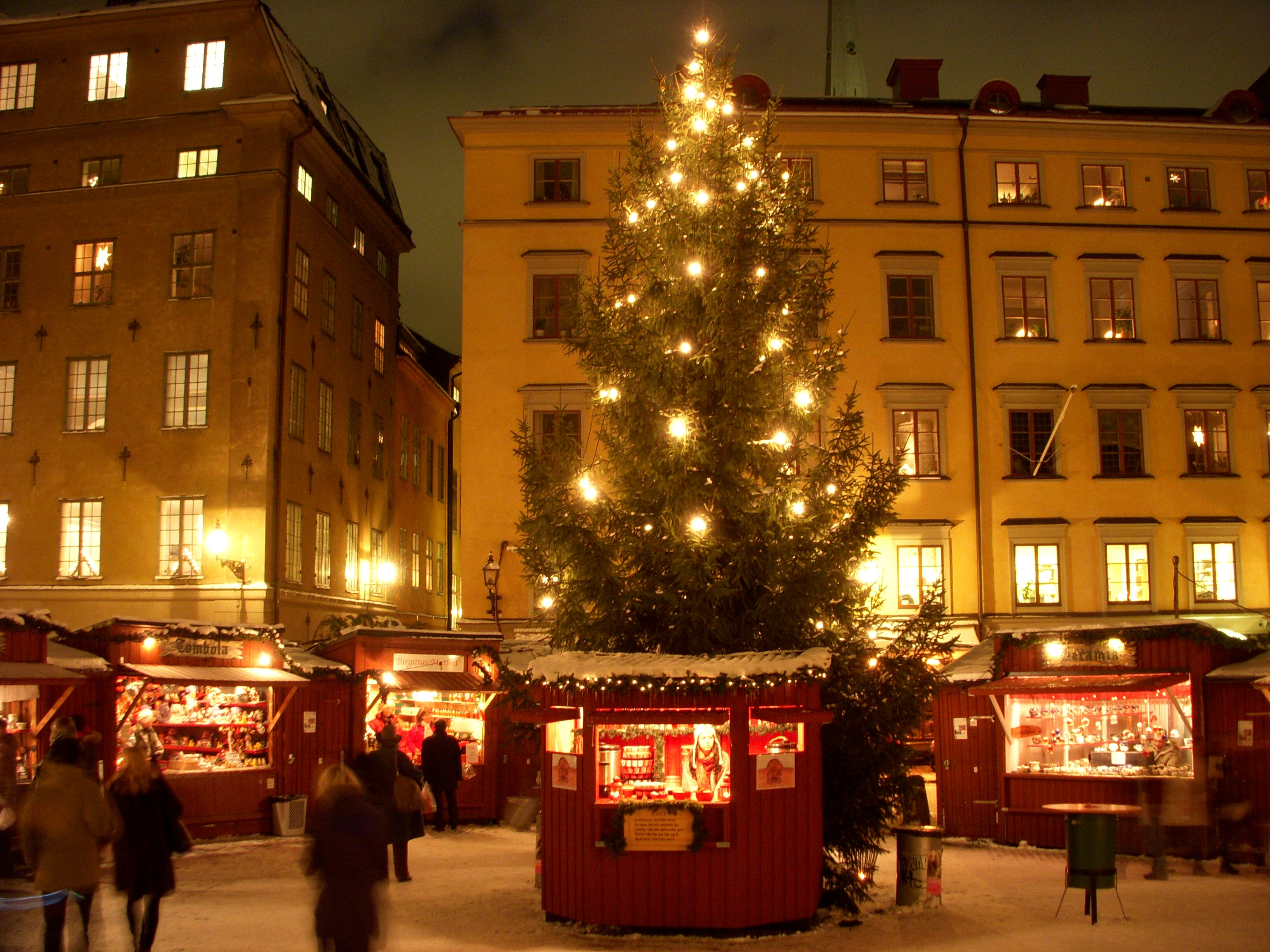
Різдвяний базар
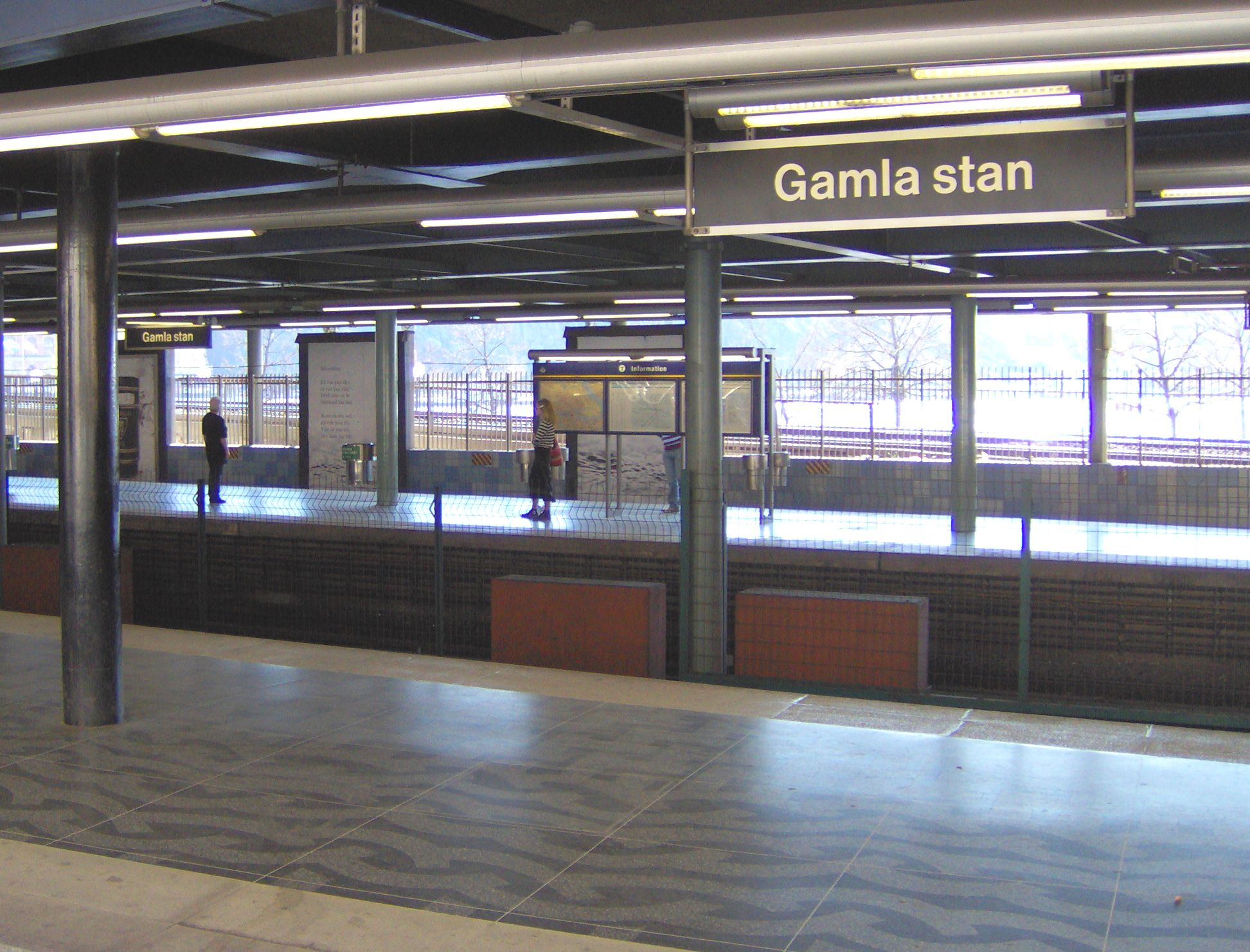
Станція метро

## Інші визначні споруди Старого міста
- Палац Акселя Оксенстірнаса
- Палац Бонде
- Лицарський дім (Riddarhuset)
- Тессінський палац
- Королівський монетний кабінет
- Провулок Мортена Тротзіга[en]
- Хлопчик, що дивится на Місяць[en]
- Будівля парламенту Швеції
- Дворянське зібрання[en]
- Німецька церква
- Церква святого Миколая
- Королівський палац